# 제31군 (일본군)
제31군(第31軍)은 제2차 세계 대전 중 활동한 일본 제국 육군 중의 하나이다. 1944년 2월 18일 편성되어, 전후 해체되었다.

## 연혁
1944년 2월 18일에 편성되어 남양청 북부지청 관내에 배치된 남부 마리아나 지구집단과 북부 마리아나 지역 집단, 동부 지청 관내에 배치된 트루크 지구집단 그리고 기타 직할 부대로 구성된 군대로 총병력은 80,000명에 이르며, 중부 태평양 방면을 작전지역으로 삼았다.
사령부를 사이판에 두고 미군의 침공에 대비하고 있었지만, 오바타 히데요시 사령관의 팔라우 방면 출장 중에 사이판 전투가 시작되었고, 사령관 일행은 사이판에 돌아갈 수 없어 괌에서 지휘하게 되었다. 사이판 전투는 일본군의 패배로 끝났고, 현지에서 사령관을 대신하여 지휘를 맡고 있던 이케다 케이지 참모장은 자결했다. 이후 괌 전투에서도 일본군은 패배했고, 오바타 군사령관과 후임 참모장인 타무라 요시모토도 자결하면서, 제31군 사령부는 괴멸 상태가 되었다.
그 추크 제도에 주둔하고 있던 제52사단을 중심으로 제31군을 재편하여 전쟁이 끝날 때까지 현지 자활을 이유로 군대를 존속시켰다.

## 개요
- 통상 호칭: 비 (備)
- 편성 시기: 1944년 2월 18일
- 최종 위치: 추크 제도
- 상급 부대: 대본영 직할

## 지휘부

### 사령관
- 오바타 히데요시(小畑英良) 중장: 1944년 2월 25일~8월 11일 괌에서 전사
- 무기구라 순자부로(麦倉俊三郎) 중장: 1944년 8월 22일~(사령관 대리)
- 무기구라 순자부로(麦倉俊三郎) 중장: 1945년 1월 20일~8월 15일

### 참모장
- 이케다 케이지(井桁敬治) 소장: 1944년 2월 25일~7월 6일 사이판에서 전사
- 타무라 요시모토(田村義冨) 소장: 1944년 7월 14일~8월 11일 괌에서 전사
- 결원: 1944년 8월 11일~

### 최종 사령부 구성
- 사령관: 무기구라 순자부로 중장
- 고급 참모: 이토 모리이즈(伊藤盛逸) 대령
- 고급 부관: 스즈키 지로(鈴木次郎) 중령
- 경리 부장: 오카바 야시 나오키(岡林直樹) 대령
- 군의관 부장: 오오이시 이치로(大石一朗) 대령

### 최종 소속 부대
- 제52사단
- 독립 혼성 제50여단
- 독립 혼성 제51여단
- 독립 혼성 제52여단
- 독립 혼성 제9연대: 아모 우마하치(天羽馬八) 대령(종전시 소장, 최종 위치: 파간섬)
- 독립 혼성 제10연대: 이마가와 요시오(今川芳男) 소령(최종 위치: 로타섬)
- 독립 혼성 제11연대: 나카무라 조노(中村助之) 대령(최종 위치: 폴루왓)
- 독립 혼성 제13연대: 치카모리시게하루(近森重治) 대령(최종 위치: 웨이크섬)
- 남양 제1지대: 오오이시 치사토(大石千里) 대령(최종 위치: 밀레섬)
- 남양 제2지대: 하라다 요시카즈(原田義和) 소장(최종 위치: 쿠사이섬)
- 남양 제4지대: 히다마 사타케(飛田正武) 대령(최종 위치: 노모이 제도)

공병, 선박 관련 부대
- 독립 공병 제9연대: 가나자와 요시시게(金沢義重) 중령
- 선박 공병 제16연대: 츠네카와 마사시(恒川政市) 소령
- 제58정박장 사령부: 나카노 후지(中野潭) 중령
- 제60정박장 사령부: 사이토 하지메(斎藤肇) 대령